# Župnija Zibika
Župnija Zibika je rimskokatoliška teritorialna župnija dekanije Šmarje pri Jelšah škofije Celje.
Do 7. aprila 2006, ko je bila ustanovljena škofija Celje, je bila župnija del kozjanskega naddekanata škofije Maribor.